# 拉卡迪耶尔和康博
拉卡迪耶尔和康博（法語：La Cadière-et-Cambo，法語發音：[la kadjɛʁ e kɑ̃bo]）是法国加尔省的一个市镇，位于该省西北部，属于勒维冈区。

## 地理
拉卡迪耶尔和康博（43°57'27"N, 3°48'29"E）面积11.97 平方千米，位于法国奧克西塔尼大區加尔省，该省份为法国南部沿海省份，南端濒地中海，北起顺时针与阿尔代什省、沃克吕兹省、罗讷河口省、埃罗省、阿韦龙省和洛泽尔省接壤。
与拉卡迪耶尔和康博接壤的市镇（或旧市镇、城区）包括：克罗斯、圣伊波利特迪福尔、圣罗芒德科迪耶尔、叙梅讷、蒙图略、穆莱斯和博塞勒。

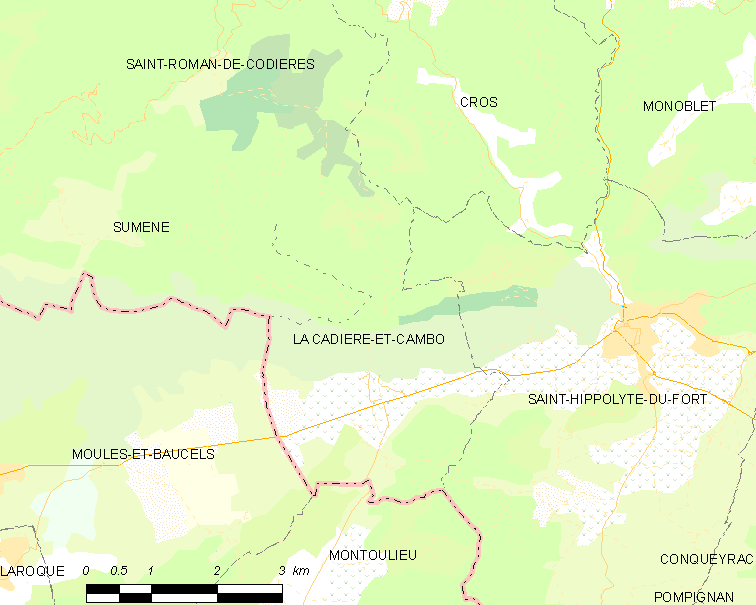
拉卡迪耶尔和康博的OSM定位图

拉卡迪耶尔和康博的时区为UTC+01:00、UTC+02:00（夏令时）。

## 行政
拉卡迪耶尔和康博的邮政编码为30170，INSEE市镇编码为30058。

## 政治
拉卡迪耶尔和康博所属的省级选区为勒维冈县。

## 人口

1962-2008年间拉卡迪耶尔和康博人口变化图示

拉卡迪耶尔和康博于2022年1月1日时的人口数量为229人。